# Синюшкин колодец (сказ)
«Синюшкин колодец» — сказ Павла Бажова из его сборника «Малахитовая шкатулка», созданный на основе фольклора Урала.
Впервые был напечатан в «Московском альманахе» в 1939 году. Сказ был переведен на английский язык Аланом Уильямсом (Alan Moray Williams) в 1944 году в составе сборника «The Malachite Casket: Tales from the Urals» и Эвой Мэннинг (Eve Manning) в 1950-х годах.
Сказ печатался в СССР и России как в сборнике сказов, так отдельной книгой и аудиокнигой.

## Сюжет
На одном из уральских заводов жил парень Илья, рано оставшийся бобылём, похоронив деда Игната, бабку Лукерью и отца с матерью. От Лукерьи осталось ему в наследство ситечко разноцветных перышек; также она наставила как дальше жить. После похорон бабки Илья взял себе только три пера: белое, чёрное и рыжее. Оставшись без родных, пошёл парень на прииск.
Идя через лес, набрёл Илья на колодец и захотел из него напиться воды. А из водяного окошка вышла старушонка вся синяя — бабка Синюшка. С виду она была старой, а голос — как у молодой девицы. Не дала она ему воды напиться, даже хотела затянуть Илью в колодец: «Вот она какая, бабка Синюшка. Ровно еле живая, а глаза девичьи, погибельные, и голос, как у молоденькой, — так и звенит. Поглядел бы, как она красной девкой оборачивается» — подумал мо́лодец.
Дважды встречаясь с Синюшкой, в третий раз пришёл он к ней ночью, когда только народился на небе месяц. Бабка Синюшка одаривала его драгоценностями в лице красивых девиц. Но взял Илья от них только ягоды в своё сито с перышками, распрощался и ушел. Дома дно ситечка отвалилось, и на пол высыпалась гора самородков. Зажил он другой жизнью, купил домик и ушел с приисков. А скоро встретил девушку, которая как две капли воды была на молодую колдунью Синюшку похожа. Взял её в жены Илья и зажил с нею счастливо в любви и достатке. Колодец тот больше никто на находил.

## В культуре
- В СССР сказ был выпущен на грампластинке фирмы «Мелодия».[6]
- Этот сказ Бажова был воплощён одним на радио из ведущих советских мастеров радиовещания для детей — Николаем Литвиновым.
- В 1973 году был создан советский мультипликационный фильм «Синюшкин колодец».
- В 1978 году на экраны вышел короткометражный художественный фильм «Синюшкин колодец», где роль бабы Синюшки сыграла Татьяна Малягина.
- По настоящее время в России на сценах детских театров ставятся спектакли по мотивом сказа «Синюшкин колодец», в том числе в Екатеринбургском театре кукол.
- В 2006 году Светланой Нестеровой был поставлен мюзикл «Сокровища волшебного колодца, или История на Зюзельском болоте»[7], основанный на этом сказе Бажова.
- В уральском Минералогическом музее имени Ферсмана имеется своеобразный аттракцион «Синюшкин колодец».